# Cambala calva
Cambala calva är en mångfotingart som beskrevs av Pocock 1893. Cambala calva ingår i släktet Cambala och familjen Cambalidae. Inga underarter finns listade i Catalogue of Life.